# Chorlovo
Chorlovo (in russo Хорлово?; anche traslitterata come Horlovo) è una cittadina della Russia europea centrale, situata nell'oblast' di Mosca. Apparteneva al Voskresenskij rajon.
Sorge alcune decine di chilometri a sudest di Mosca, a 8 chilometri da Voskresensk.